# Expedice 9
Expedice 9 byla devátá posádka dlouhodobě obývající Mezinárodní vesmírnou stanici (ISS). Velitel Gennadij Padalka (Rusko) a palubní inženýr Michael Fincke (USA) startovali z kosmodromu Bajkonur 19. dubna 2004 na palubě Sojuzu TMA-4, se stanicí ISS se spojili 21. dubna 2004. Na stanici přijali dva zásobovací Progressy a provedli čtyři výstupy do vesmíru. Po půlročním pobytu předali stanici Expedici 10 a přistáli na Zemi.

## Posádka
- Gennadij Padalka (2) velitel – Roskosmos (CPK)
- Michael Fincke (1) palubní inženýr a vědecký pracovník – NASA

V závorkách je uveden dosavadní počet letů do vesmíru včetně této mise.

## Záložní posádka
- Leroy Chiao – velitel – NASA
- Saližan Šaripov – palubní inženýr – Roskosmos (CPK)

## Průběh mise
Expedice 9 startovala společně s nizozemským astronautem ESA André Kuipersem v Sojuzu TMA-4 z kosmodromu Bajkonur v Kazachstánu 19. dubna 2005 v 03:19 UTC. U vesmírné stanice přistáli 21. dubna v 0:36 UTC. Novou posádku přivítali členové Expedice 8 – americký velitel Michael Foale a ruský palubní inženýr Alexandr Kaleri. Během týdne nová posádka převzala stanici a 24. dubna se Foale, Kaleri a Kuipers v Sojuzu TMA-3 vrátili na zem.
Běžnou rutinu života na stanici osvěžil přílet zásobovacího Progressu M-49 dne 27. května.
První výstup do kosmického prostoru 24. června byl po 16 minutách přerušen kvůli ztrátě tlaku Finckeho kyslíkové nádrži.
Druhý výstup Padalka s Finckem provedli v noci z 30. června na 1. července, kosmonauti vyměnili spínač jednoho z gyroskopů. Vycházka trvala 5 hodin 40 minut.
Potřetí kosmonauti vystoupili do vesmíru 3. srpna na 4 hodiny 30 minut, na programu byla obsluha experimentů, instalace bezpečnostních prvků na povrchu stanice a namontování odražeče pro laserový dálkoměr lodi ATV.
Od 14. srpna 2004 kosmonauti vykládali další zásobovací loď Progress M-50.
Poslední kosmická vycházka proběhla 3. září, trvala 5 hodin 21 minut. Padalka s Finckem se věnovali údržbě stanice a namontovali antény pro setkání s ATV.
16. října 2004 přiletěli v Sojuzu TMA-5 Leroy Chiao a Saližan Šaripov (Expedice 10) s ruským kosmonautem Jurijem Šarginem. Padalka s Finckem předali stanici nováčkům a s Šarginem se 24. října vrátili v Sojuzu TMA-4 na zem.